# Frau Annas Pilgerfahrt
Frau Annas Pilgerfahrt è un film muto del 1915 scritto, prodotto e diretto da Carl Wilhelm.

## Produzione
Il film fu prodotto dalla Carl Wilhelm-Film GmbH (Berlin).

## Distribuzione
Uscì nelle sale cinematografiche tedesche nel gennaio 1915.